# Pentecostes (ilha)

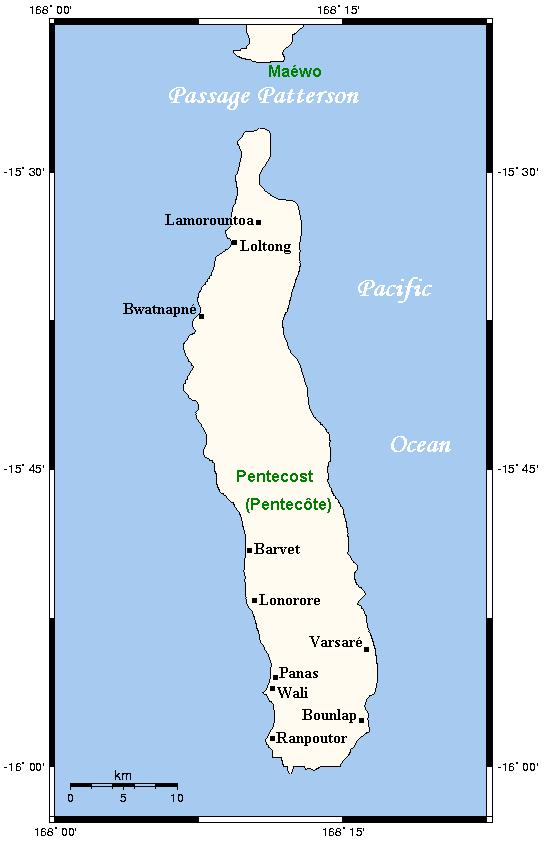
Ilha de Pentecostes

Pentecostes é uma ilha situada na província de Penama, em Vanuatu. Possui uma área de 490 km². Em 1999 a população da ilha era de 12.000 habitantes, hoje é de 39.000 habitantes